# نواه آدامز
نواه آدامز (بالإنجليزية: Noah Adams)‏ هو صحفي وكاتب أمريكي، ولد في 1942 في أشلاند في الولايات المتحدة.

## وصلات خارجية
- نواه آدامز على موقع إن إن دي بي (الإنجليزية)